# San Lorenzo Tepaltitlán
San Lorenzo Tepaltitlán es un pueblo con la categoría administrativa de delegación perteneciente al municipio de Toluca en el Estado de México. Latitud: 19°23'45" Longitud: 099°40'16" Altitud: 2625 metros sobre el nivel del Mar. Según el último censo de Población (2005), San Lorenzo cuenta con 25 000 habitantes. Se encuentra a 7.8 km de la ciudad capital Toluca
Esta comunidad es de las más antiguas pertenecientes a Toluca, Estado de México, su territorio abarcaba lo que ahora se conoce como la Colonia la Crespa, Las Flores, La Cruz Comalco, Rincón de San Lorenzo, parte de la zona Industrial. Actualmente limita al sur con la calle “Vicente Lombardo Toledano” que la separa de la zona industrial. Al Poniente con Avenida “Alfredo del Mazo”, que la separa de las colonias “Las Torres” e “Independencia”, así como de la nueva zona comercial y Tlacopa, al norte con la Avenida López Portillo, que lo separa de poblaciones como San Cristóbal Huichochitlán y La Trinidad y al Nororiente colinda con San Mateo Otzacatipan y al Oriente con San Pedro Totoltepec.

## Festividades
El día 10 de agosto de cada año se celebra al Santo Patrón y la fundación del pueblo, conmemorando la llegada de la imagen de San Lorenzo Mártir a la Iglesia de la comunidad. En el 2009 se celebró 100 años de la construcción del templo, 
El pueblo fue atendido desde el siglo XVI por los franciscanos de Toluca; la Iglesia muestra influencia del siglo XVII y siguientes. La leyenda cuenta que un día un grupo de personas trasladaba la imagen de San Lorenzo Mártir para depositarla en otra iglesia, como los viajeros estaban cansados, decidieron pedir asilo en esta que se encontraba recién construida (1909), cuando decidieron partir, la imagen de San Lorenzo Mártir les resultó demasiado pesada para poder levantarla, por lo que haciendo caso a esa señal decidieron dejarla ahí convirtiéndose desde entonces en el Santo Patrón del Pueblo que ahora lleva su nombre.
La fiesta de San Lorenzo es ampliamente conocida entre los habitantes de la región. Tradicionalmente es una semana completa de festividades alrededor del 10 de agosto. Se acostumbran grandes festejos, Bodas, bautizos, primeras comuniones y otro tipo de fiestas organizadas por particulares y otras comunitarias. Se pueden apreciar en estas fechas, pirotecnia, juegos mecánicos, eventos culturales como los ya tradicionales Voladores de Papantla, que ya cuentan con instalaciones fijas dentro del atrio del templo principal para realizar su espectáculo. Igualmente el desfile del día de San Isidro Labrador, más conocido como el “Paseo de los locos” es una tradición que aun continua vigente. Además de que es una de las pocas comunidades que aún celebra distintas fechas como lo son: el Día de la Cruz, el Santo Jubileo, los hombres de buena voluntad y el día de la Virgen de Guadalupe.

## Actividad económica
Dentro de las actividades económicas de la población, anteriormente destacaba la agricultura con la siembra del maíz, sin embargo con el tiempo se dejó atrás esta actividad, dando paso al comercio.

## Instalaciones civiles y religiosas
La comunidad cuenta con espacios educativos, culturales y religiosos diversos entre los cuales destacan el ya mencionado Templo a San Lorenzo Mártir o iglesia principal, con un atrio que es el espacio público principal del Pueblo. Templo de San Antonio, ubicado en la calle principal directamente enfrente de la iglesia. Templo a Nuestra Señora de Guadalupe, ubicada en la calle de Morelia, el Jardín Central que cuenta con un kiosco, justo al lado de la delegación. Escuela Primaria “Héroes de la Independencia”, Escuela Secundaria n.º 323 “José Vasconcelos”, CBT n.º 3 Toluca, Jardín de niños "Maria de la Luz Diaz Gonzalez" y diferentes guarderías y primarias privadas. Campos deportivos, canchas y lugares de esparcimiento, así como un mercado fijo y un tianguis los días sábados.
San Lorenzo Tepaltitlán es otro pueblo más con tradiciones e identidad propia, absorbidos por la mancha urbana de la Ciudad de Toluca, sin embargo aun conserva su esencia y tradiciones propias.

### Arquitectura de la cúpula del Templo de San Lorenzo Mártir
Es una media naranja que se levanta a 30 metros de altura, aproximadamente, presenta elementos clásicos del Renacimiento (estilo Toscano) y se asienta sobre un tambor octagonal, el cual se compone de ventanas abiertas decoradas con vistosos vitrales, las que permiten la entrada de luz y resuelven el problema de iluminación durante el día.